# فرنسيسكو سولانو لوبيز
فرنسيسكو سولانو لوبيز (بالإسبانية: Francisco Solano López)‏ هو فنان قصص مصورة ورسام أرجنتيني، ولد في 26 أكتوبر 1928 في بوينس آيرس في الأرجنتين، وتوفي بنفس المكان في 12 أغسطس 2011 بسبب نزف مخي.